# Serafimermedaljen
Serafimermedaljen är en svensk kunglig medalj som instiftades 1748 och utdelas av konungen till den som genom humanitär eller allmänt samhällsgagnande gärning gjort sig synnerligen förtjänt.

## Historik
Den instiftades av konung Fredrik I och bär hans bild och devisen på latin Proceres cum principe nectit (den förenar det främsta med fursten), vilket är ett citat av den romerske poeten Claudius Claudianus. Medaljen bäres i kedjelänkar på bröstet. Den utdelas mycket sparsamt, hittills till ett 150-tal personer. I äldre tider utdelades den huvudsakligen till personer boende i Stockholm och kunde då enligt bestämmelserna endast förlänas en person i varje församling. Dessa bestämmelser är nu avskaffade och den utdelas av konungen till förtjänta svenska medborgare.
Serafimermedaljen tillhör officiellt Serafimerorden, men skall inte förväxlas med densamma. Serafimerorden utdelas numera endast till kungliga personer och utländska medborgare, medan Serafimermedaljen fortfarande utdelas till svenska medborgare.
När en mottagare av Serafimermedaljen dör, skall medaljen, i enlighet med Serafimerordens statuter, återsändas till Skattmästaren vid Kungl. Maj:ts Orden, detta då medaljen inte är personlig egendom utan bara nyttjas under innehavarens livstid. Serafimermedaljen är den enda av de svenska officiella medaljerna som har detta krav.

## Bilder

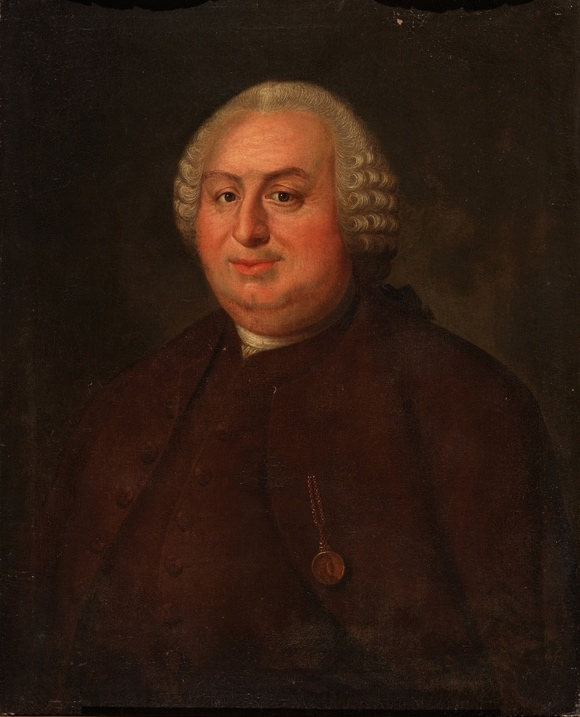
Bryggaren Olof Ström med medaljen på bröstet. (1750-tal)
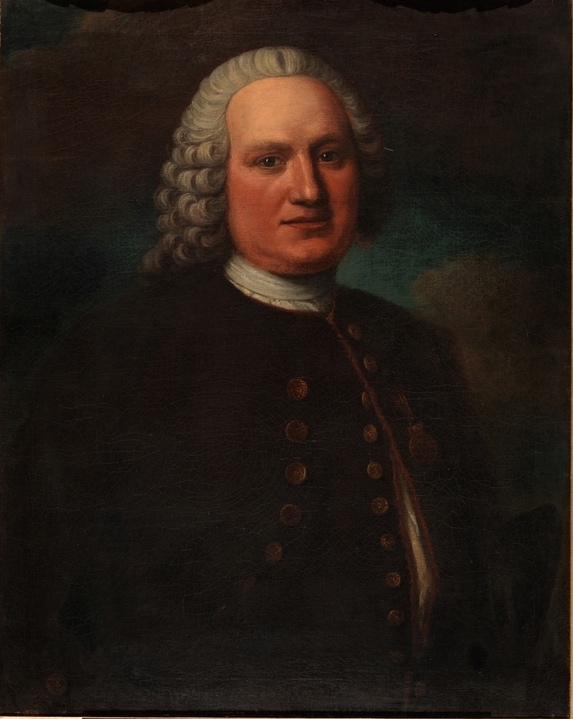
Bryggaren Birger Fougel med medaljen på bröstet. (1760-tal)
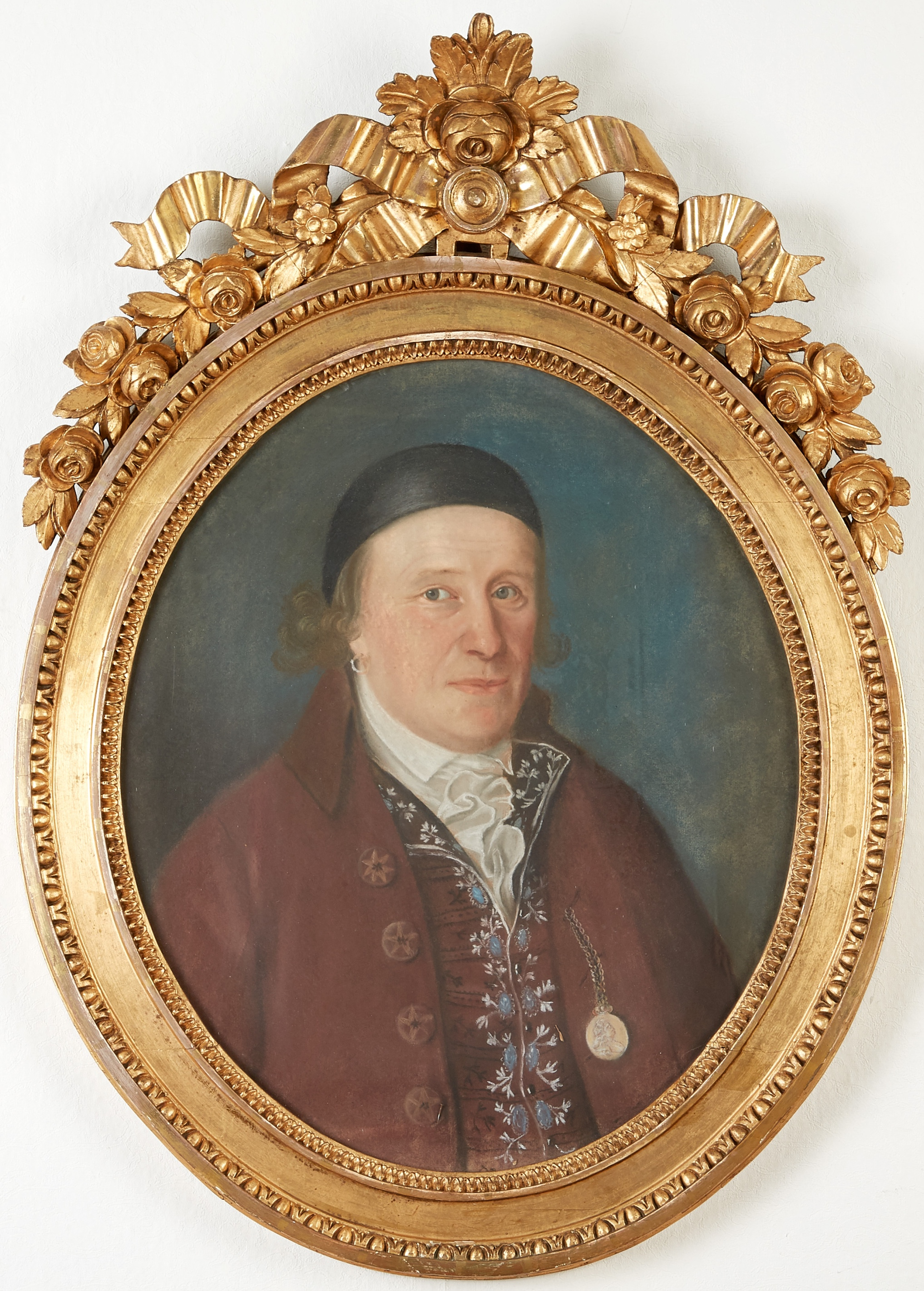
Stolmakare Melchior Lundberg den äldre (1746-1812) med Serafimermedaljen på bröstet. Målning av okänd från omkring 1790.

## Urval av serafimermedaljörer
- Olof Ström, bryggareålderman (1748)
- Birger Fougel, bryggareålderman
- Lorens Witting, sadelmakareålderman (1770)
- Jacob Röhl, bagareålderman, fattighusföreståndare (1775)
- Melchior Lundberg den äldre, stolmakare
- Johan Niklas Höög, stadskirurg (1820)
- August Dahlerus, slottskamrerare, sekr. i Sällskapet för dygdigt och troget tjenstefolks belönande
- Herman Evald Askergren, bryggeridirektör (1890)
- Martin Holmström, fattigvårdsdirektör (1897)
- Elsa Brändström, krigssjuksköterska, med.dr h.c. (1919)
- Louise Ulff, barnhemsföreståndarinna (1932)
- Ellen von Platen, fröken, aktiv i Föreningen för Välgörenhetens ordnande
- Jacob Wallenberg, bankdirektör, ekon. o. med. dr h.c. (1945)
- Britta Holmström, grundare av Individuell Människohjälp, med.dr h.c. (1973)
- Gösta Walin, justitieråd, ordf. i Svenska Naturskyddsföreningen (1980)
- Sven Romanus, justitieråd, statsråd (1980)
- Olof Rydbeck, ambassadör, generalkommissarie i FN (1987)
- Carl Axel Petri, hovrättspresident, statsråd (1998)
- Peter Wallenberg, affärsman (2000)
- Carl-Gustaf Andrén, professor emeritus, fv. rektor, fv. universitetskansler (2002)
- Hans Blix, jurist, politiker, ämbetsman (2004)
- Sture Linnér, professor, diplomat, författare (2008)
- Herbert Blomstedt, professor, dirigent. Tilldelades medaljen den 6 juni 2012 för ”synnerligen framstående insatser för svenskt musikliv”.[3]
- Stig Strömholm, professor. Tilldelades medaljen den 6 juni 2012 för ”synnerligen förtjänstfull gärning inom svenskt universitetsväsende och kulturliv”.[3]
- Hédi Fried, 28 januari 2019 för ”synnerligen förtjänstfulla och mångåriga insatser i kampen för demokrati och mänskliga värden.”[4]